# Twierdza Josefov

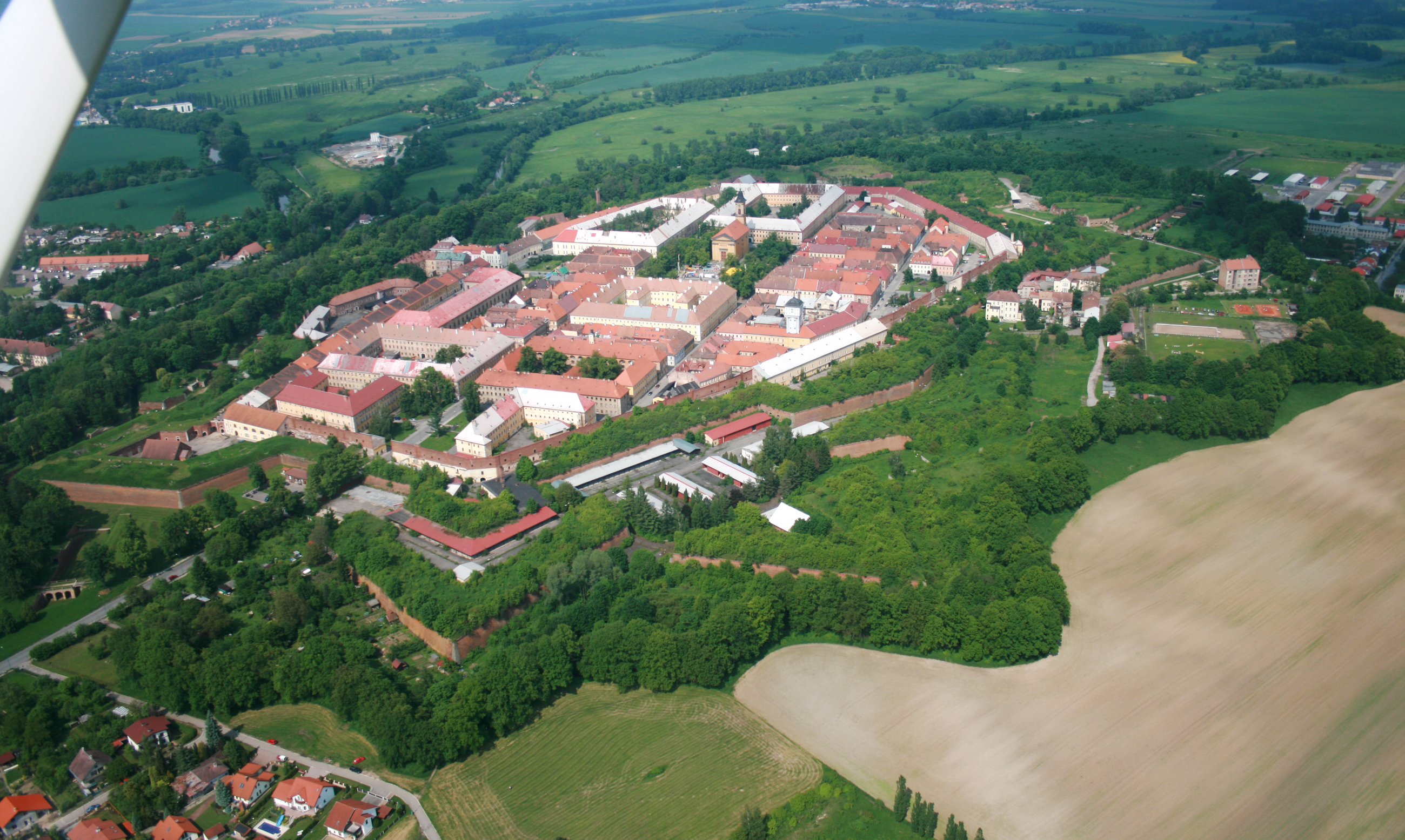
Zdjęcie lotnicze

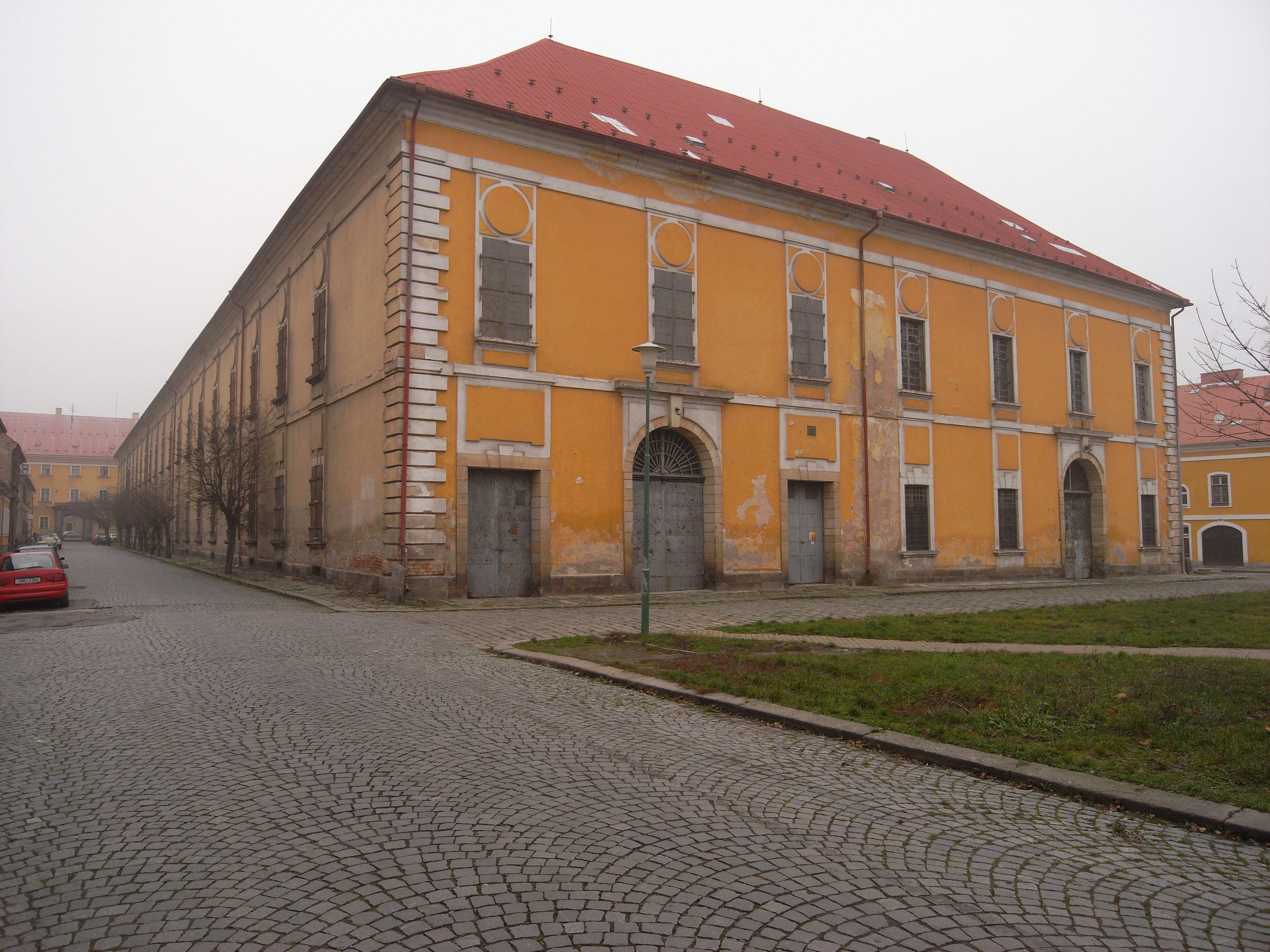
Arsenał

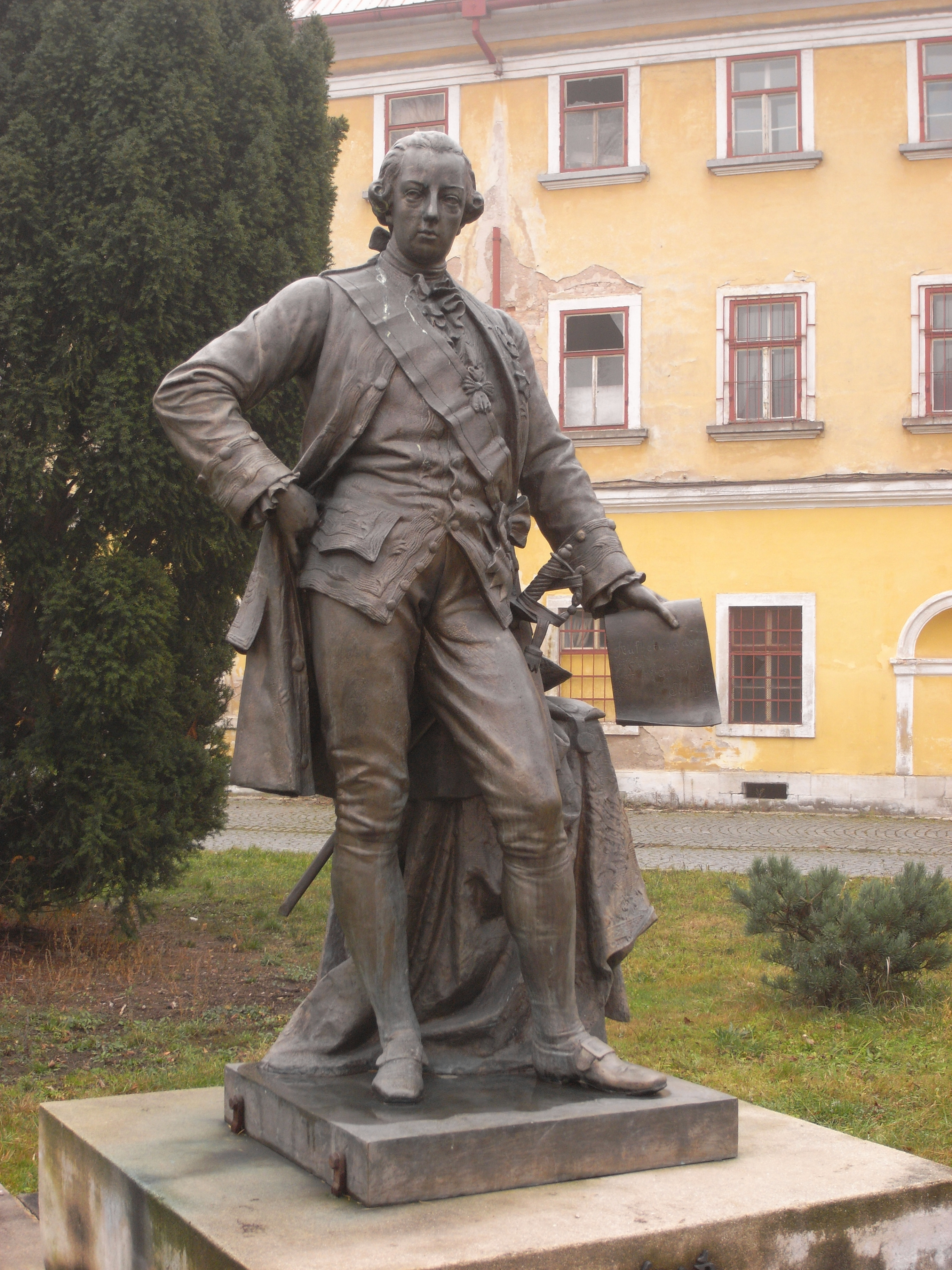
Pomnik cesarza Józefa II

Twierdza Josefov (czes. Pevnost Josefov, niem. Josephstadt) – twierdza położona w czeskim mieście Jaroměř, w dzielnicy Josefov. Pierwotnie nazywana Ples od nazwy wsi, na terenie której została zlokalizowana. Powierzchnia twierdzy wynosi łącznie 289 ha.
Budowę twierdzy rozpoczęto w 1780 na rozkaz cesarza Józefa II, dla ochrony wschodnich Czech od strony pruskiego Śląska. Prace trwały 7 lat, a projektantem był francuski inżynier Claude-Benoit Duhamel de Querlonde. W twierdzy mogło stacjonować 12 tysięcy żołnierzy, a zgodnie z założeniami mogła się ona bronić przez 5 miesięcy (uważano wówczas, że twierdze, które potrafią utrzymać się przez 4 miesiące praktycznie są nie do zdobycia). W 1792 cesarz Leopold II nadał twierdzy imię Josephstadt (czes. Josefov), na cześć swojego poprzednika.
Twierdzę usytuowano na wyniosłości u zbiegu rzek Łaby i Metui, a przedmoście chronione było przez tzw. umocnienia koronowe. W razie ataku obrońcy mogli przegrodzić rzeki i zatopić okoliczne tereny. Do budowy miano zużyć pół miliarda cegieł.
Wybudowana dużym wysiłkiem nowoczesna (według XVIII-wiecznej myśli wojskowej) twierdza nie miała możliwości sprawdzenia się w boju podczas żadnej z wojen. Wykorzystywano ją natomiast jako więzienie - osadzono w niej m.in. Hugona Kołłątaja, a po powstaniu styczniowym generała Mariana Langiewicza. W 1888 Josefov stracił status twierdzy, rozpoczęto też stopniową likwidację fortyfikacji, z których jednak znaczna część przetrwała do dzisiaj. Josefov pozostał także miastem garnizonowym. W czasie I wojny światowej w środku przetrzymywano jeńców wojennych z Rosji, Serbii i Włoch. W czasie kolejnej wojny stacjonowali w niej Niemcy, a w latach 1968–1991 żołnierze sowieccy.
W 1948 Josefov przyłączono do Jaroměřa, a w 1971 uznano za miejski zespół zabytkowy. Oprócz samych umocnień cenna architektonicznie jest wewnętrzna zabudowa twierdzy - przy przecinających się pod kątem prostym ulicach stoją identyczne kamienice. W centrum znajduje się kościół garnizonowy w stylu empire.
Obecnie dla turystów udostępniono część podziemnych korytarzy oraz kazamat twierdzy (około 1 kilometra z 45), a w neorenesansowym Nowym Ratuszu działa muzeum.
Od 2007 roku na terenie twierdzy odbywa się co roku w sierpniu festiwal muzyki metalowej Brutal Assault.

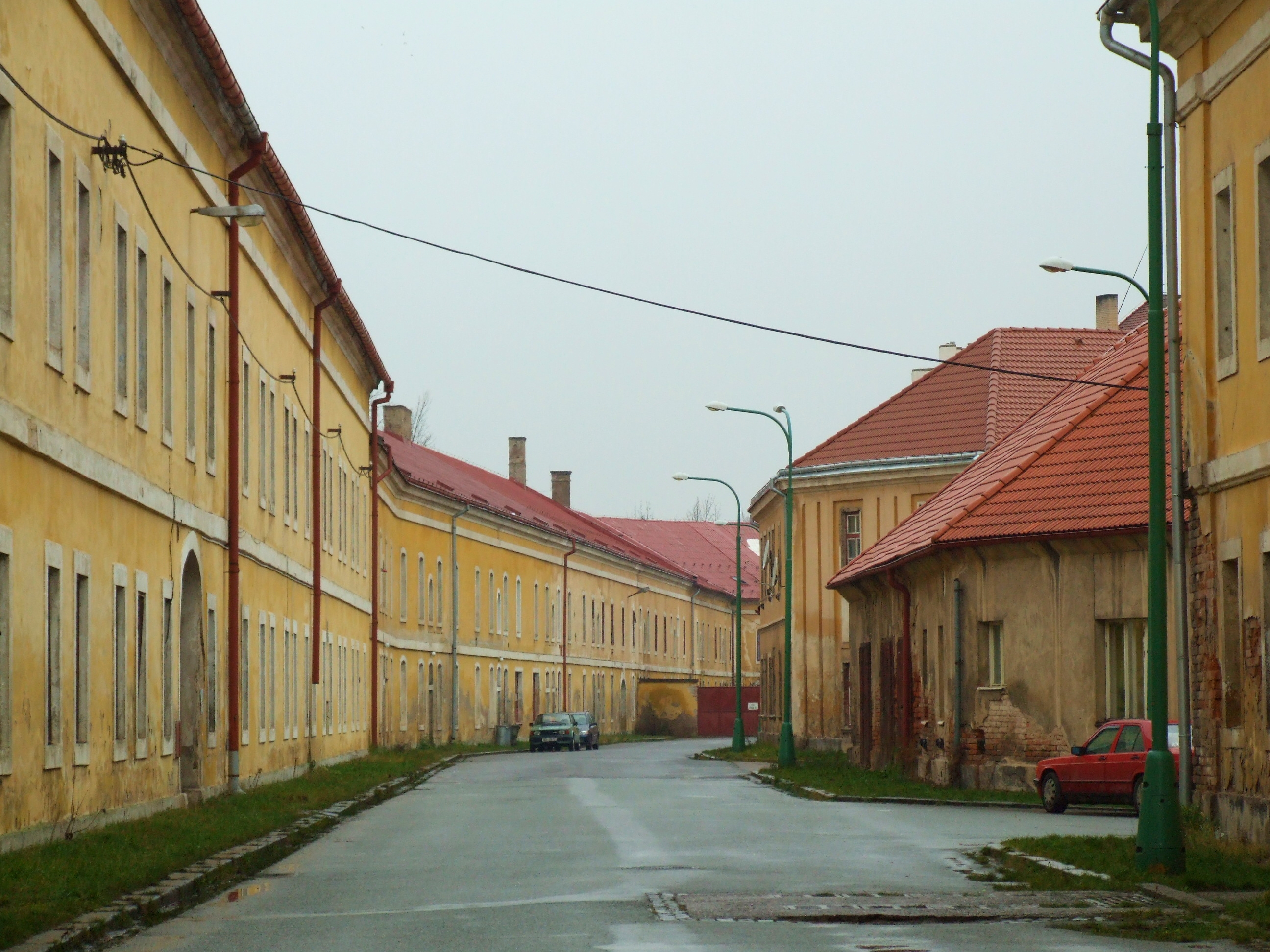
Ulica w obrębie dawnej twierdzy
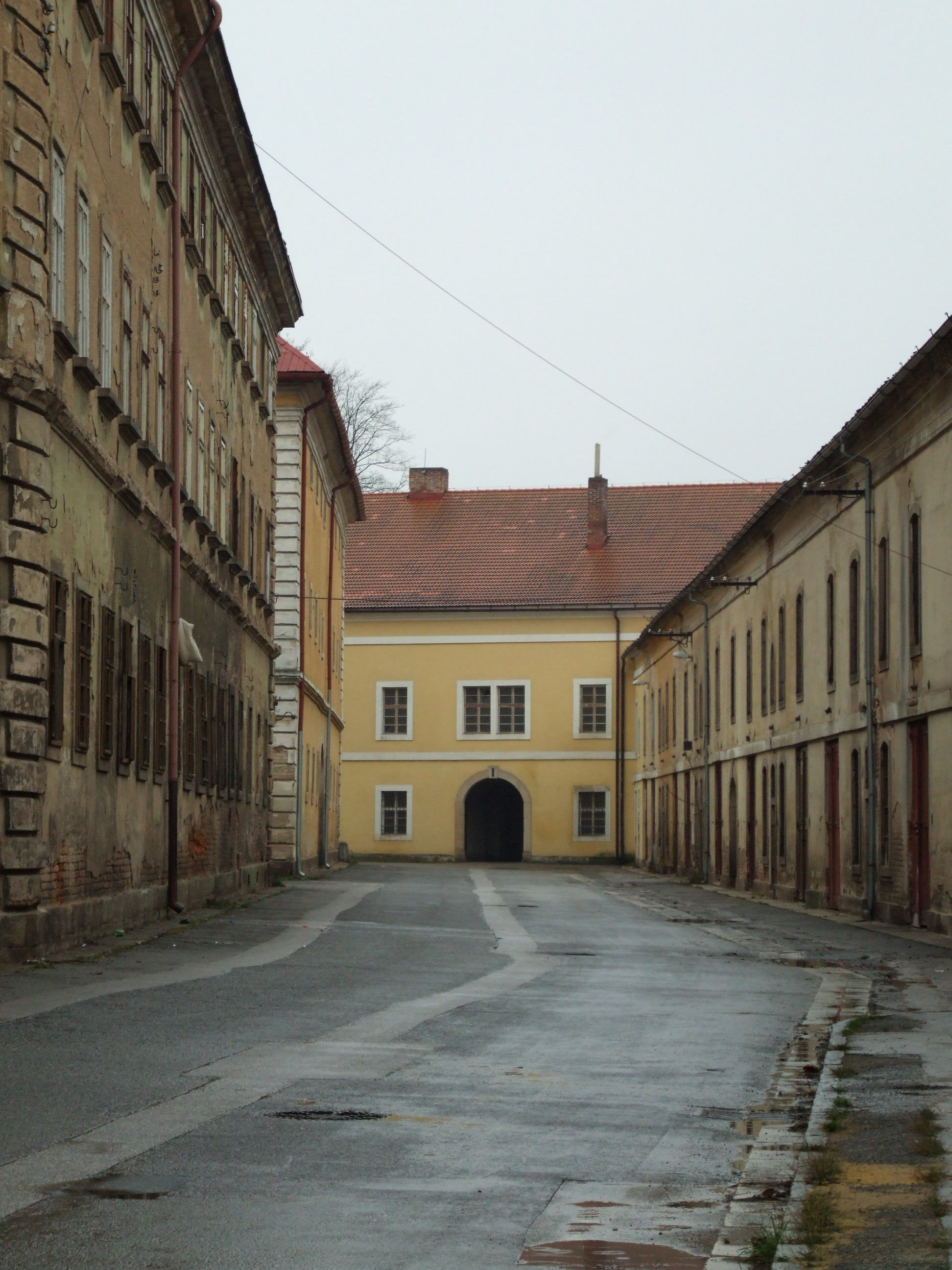
Ulica w obrębie dawnej twierdzy
Mapa Josefstadt z planem przyszłej twierdzy (około 1780). Tekst wskazuje, że konstrukcja odbiega od planu.